# Jakob Maria Josef Hart
Jakob Maria Josef Hart (* 27. April 1886 in Lutzerath; † 25. Februar 1970 in Simmern/Hunsrück) war ein deutscher Priester, Dechant und Ehrendomherr.

## Leben und Wirken
Jakob Hart wuchs zusammen mit seinen beiden Geschwistern in Bendorf am Rhein in einer Familie auf, deren Eltern beide Lehrer waren. Nachdem er seine Abiturprüfung am städtischen Gymnasium in Neuwied abgelegt hatte, studierte er von 1905 bis 1909 Philosophie und katholische Theologie am Bischöflichen Priesterseminar in Trier. Nachdem er am 27. März 1909 seine Priesterweihe erhalten hatte, wirkte er drei Jahre als Kaplan in Spiesen (St. Ludwig), Saarbrücken-Malstatt sowie zwei weitere Jahre als Pfarrvikar in Braunfels. Von 1917 bis 1928 war er als Pfarrer in Schönberg tätig. Am 25. August 1928 ging er nach Simmern, um dort über 40 Jahre als Pfarrer die Geschicke der Pfarrei St. Josef zu leiten.
1934 ernannte man ihn zum Definator, am 12. Januar 1953 folgte die Ernennung zum Dechant des Dekanats Simmern und 1957 wählte man ihn zum Diözesanpräses der Marianischen Priesterkongregation. Am 31. Juli 1959 verlieh man ihm den Ehrentitel Geistlicher Rat h. c. und am 2. Mai 1960 benannte man ihn zum Ehrendomherren der Trierer Kathedrale. Wie viele andere war auch Jakob Hart den Nachstellungen der Nationalsozialisten im „Dritten Reich“ ausgesetzt, was ihm in der Folge ein Herzleiden einbrachte. Bei seinen beruflichen Tätigkeiten bewies er zwar eine gewisse Strenge gegenüber Pfarrmitgliedern und seinen Kaplänen, jedoch war er ebenso für seinen Sanftmut und seine Frömmigkeit bei der Seelsorge und in der Eucharistie bekannt. Die Ergebnisse des Zweiten Vatikanischen Konzils nahm er zwar zur Kenntnis, verhielt sich ihnen gegenüber aber skeptisch und abwartend. Obschon er inzwischen das 83. Lebensjahr vollendet hatte und er noch voller Tatendrang war, ließ er sich  schließlich auf seine Emeritierung am 1. September 1969 ein, die wohl nur auf sanftes Argumentieren hin geschehen war, wie es hieß. Nachdem er am 25. Februar 1970 verstorben war, fand er seine letzte Ruhestätte in Simmern.

## Publikationen
- Eine Anbetungsstunde. Neuwied 1949.
- Zu Dir erhebe ich meine Seele, Anbetungsstunde im Advent.  Johannes Verlag, Leutesdorf 1949.
- Lasst uns aufschauen zu Jesus, Eine Anbetungsstunde über Hebr. 12, 2–4. Verlag am Rhein, Leutesdorf 1954.